# Folgueras (Coaña)
Folgueras ist eines von sieben Parroquias in der Gemeinde Coaña der autonomen Gemeinschaft Asturien in Spanien.

## Geographie
Folgueras ist ein Parroquia mit 912 Einwohnern (2011) und einer Grundfläche von 10,72 km². Es liegt auf 52 m über NN. Der Ort liegt 4,1 km vom Hauptort Coaña der gleichnamigen Gemeinde entfernt.

### Gewässer in der Parroquia
Folgueras liegt nahe dem  Rio Meiro.

## Wirtschaft
Die Landwirtschaft und der Fischfang prägen seit alters her die Region.

## Klima
Angenehm milde Sommer mit ebenfalls milden, selten strengen Wintern. In den Hochlagen können die Winter durchaus streng werden.

## Sehenswürdigkeiten
- Kirche „Iglesia de Santiago“ in Folgueras
- Kapelle „Capilla de Santa Ana“ in Jarrio
- Castro de Mohías
- Castro de Coaña

## Spezialitäten
- Käse „Queso de Abredo“

## Dörfer und Weiler in der Parroquia
- Abranedo (Abredo) – 8 Einwohner 2011 43° 31′ 14″ N, 6° 46′ 57″ W
- Ansilán (Anxilán) – 1 Einwohner 2011 43° 31′ 36″ N, 6° 46′ 38″ W
- Barqueros (Barqueiros) – 102 Einwohner 2011 43° 32′ 17″ N, 6° 44′ 7″ W
- El Espín (L'Espín) – 354 Einwohner 2011 43° 32′ 32″ N, 6° 43′ 39″ W
- Folgueras (Folgueiras) – 109 Einwohner 2011 43° 31′ 56″ N, 6° 44′ 40″ W
- Jarrio (Xarrio) – 253 Einwohner 2011 43° 32′ 20″ N, 6° 44′ 44″ W
- La Esfreita (A Esfreita) – 2 Einwohner 2011 43° 31′ 32″ N, 6° 44′ 52″ W
- Meiro – 33 Einwohner 2011
- Torce – 50 Einwohner 2011 43° 32′ 13″ N, 6° 46′ 19″ W